# Banco Popular (Kolumbien)
Die kolumbianische Banco Popular (deutsch Volksbank) ist ein 1950 gegründetes Kreditinstitut. Es ist seit 1998 Teil des Finanzkonglomerats der Grupo Aval Acciones y Valores, dem größten Finanzdienstleister Kolumbiens.
Das Geldinstitut wurde am 30. Juni 1950 mit Hauptsitz in Bogotá gegründet. Banco Popular stellt Bankdienstleistungen und bietet Personal- und Firmenkundengeschäfte. Banco Popular-Segmente verarbeiten Lohn- und Gehaltskonten und bieten finanzielle Lösungen für staatliche Stellen im Land. Seine Produkte und Dienstleistungen umfassen Spareinlagen und Konten, Versicherungen, Außenhandel, Leasing, Kreditkarten und Hypotheken.